# Sternassoziation
Eine Sternassoziation ist jene lockere Form eines offenen Sternhaufens, in der die Sterne am wenigsten gravitativ aneinander gebunden sind, so dass sie sich im Laufe der Zeit durch Kräfte innerhalb ihrer Galaxie zerstreuen. Ihre 5 bis 100 jungen Sterne besitzen aufgrund der gemeinsamen Entstehung in einem H-II-Gebiet physikalisch ähnliche Eigenschaften. Sie sind im Allgemeinen nur wenig gegen ein Zentrum verdichtet, sodass sie sich meist kaum gegen den Sternhintergrund abheben.
Sternreihen innerhalb von Assoziationen könnten in „Elefantenrüsseln“ der originären Gaswolke entstanden sein.
Obwohl assoziierte Sterne sich gemeinsam bewegen, zählen Sternassoziationen nicht zu den Sternströmen, bei denen es sich um auseinandergerissene Kugelsternhaufen und Zwerggalaxien handelt.

## Beispiel Großer Bär
Unter den einigen Dutzend Sternassoziationen, die man heute kennt, wurde die Bärengruppe mit als erste entdeckt und untersucht: fünf der sieben Hauptsterne des Sternbilds Ursa Major, die den Großen Wagen bilden, haben nicht nur fast dieselbe Helligkeit und Größe, sondern auch die gleiche Bewegungsrichtung relativ zur Milchstraße.
Courvoisier fand 1915 weitere 6 Sterne dieser Sternengemeinschaft; zwei liegen sogar am Südhimmel, woraus zu schließen ist, dass unser Sonnensystem im Umkreis dieser Gruppe liegt, obwohl es nicht dazu gehört.

## Arten von Assoziationen
Anhand bestimmter Kriterien werden Gruppen von Sternassoziationen unterschieden:
- OB-Assoziation (auch O-Assoziation)
Eine OB-Assoziation besteht vor allem aus heißen Sternen der Spektralklassen O und B. Man kennt etwa 70 solcher Assoziationen, z. B. im Sternbild Perseus und beim Oriongürtel.
- R-Assoziation
Eine Ansammlung von Sternen mit einem Alter um 1 Million Jahre, die in einen Reflexionsnebel eingebettet sind. Der Nebel besteht aus jener Materie, aus der die Sterne hervorgegangen sind.
- T-Assoziation
Eine T-Assoziation besteht vor allem aus Sternen des veränderlichen Typs T Tauri. Diese sehr jungen Sterne haben noch nicht den Zustand der Hauptreihe erreicht, sie sind also noch nicht im inneren Gleichgewicht. Eine bekannte T-Assoziation liegt im Umfeld der Trapezsterne (Sternbild Orion).